# Annahilt
Annahilt är en ort i Storbritannien.   Den ligger i riksdelen Nordirland, i den västra delen av landet, 500 km nordväst om huvudstaden London. Annahilt ligger 92 meter över havet och antalet invånare är 1 170.
Terrängen runt Annahilt är huvudsakligen platt, men söderut är den kuperad. Terrängen runt Annahilt sluttar norrut.Runt Annahilt är det ganska tätbefolkat, med 52 invånare per kvadratkilometer. Närmaste större samhälle är Belfast, 18,8 km norr om Annahilt. Trakten runt Annahilt består i huvudsak av gräsmarker.